# Морухов, Александр Сергеевич
Александр Сергеевич Морухов (23 марта 1919, д. Митьково — 22 сентября 2001, Москва) — советский военный моряк-подводник в годы Великой Отечественной войны, командир отделения трюмных гвардейской подводной лодки «М-35» 2-й бригады подводных лодок Черноморского флота, Герой Советского Союза (22.07.1944). Старшина 1-й статьи.

## Биография
Родился 23 марта 1919 года в деревне Митьково. Русский. В 1931—1934 годах работал в колхозе. В 1937 году окончил 7 классов школы в селе Климово. С 1937 года жил в Москве. В 1937—1939 годах работал слесарем сантехнической конторы, с января 1939 года — слесарем-сантехником в конторе № 4 московского Метростроя.
В ВМФ с ноября 1939 года. До ноября 1940 года проходил обучение в учебном отряде подводного плавания имени С. М. Кирова. Служил трюмным машинистом на подводной лодке.
Участник Великой Отечественной войны: в июне 1941 — сентябре 1944 — трюмный машинист и командир отделения трюмных (назначен им в октябре 1943 года) подводной лодки «М-35» 2-й бригады подводных лодок Черноморского флота. Участник обороны Севастополя и Кавказа, освобождения Крыма. Всего участвовал в 34 боевых походах, в ходе которых было проведено 16 торпедных атак, потоплено 3 и повреждено 1 судно противника.
14 сентября 1942 года при срочном погружении для уклонения от самолёта противника подводная лодка «М-35» из-за попадания воды в дизельный отсек провалилась на глубину 100 метров. Благодаря своевременному вмешательству А. С. Морухова, продувшему по приказанию командира корабля М. В. Грешилова цистерну быстрого погружения и кормовую цистерну главного балласта, подводная лодка не достигла критической глубины.
В сентябре 1943 года выходил в боевой поход на подводной лодке «М-113». Находясь на позиции в надводном положении, 28 сентября 1943 года лодка подорвалась на плавающей мине, в результате чего носовая часть до 9-го шпангоута оказалась оторванной. А. С. Морухов своими грамотными действиями создал условия для успешной борьбы за живучесть «М-113», чем способствовал скорейшему устранению последствий аварии.
За мужество и героизм, проявленные в боях, указом Президиума Верховного Совета СССР от 22 июля 1944 года гвардии старшему краснофлотцу Морухову Александру Сергеевичу присвоено звание Героя Советского Союза с вручением ордена Ленина и медали «Золотая Звезда».
После войны продолжал службу на подводных лодках. В июне 1946 года старшина 1-й статьи А. С. Морухов демобилизован.
В 1946—1948 годах работал начальником отдела кадров строительства № 33 в московском Метрострое. В 1950 году окончил индустриально-технические курсы Метростроя. В 1950—1954 — старший инженер-диспетчер отдела главного механика Управления Метростроя. В 1957 году окончил Московский институт инженеров железнодорожного транспорта. Продолжал работать в Метрострое: прорабом по технике безопасности, начальником смены строительно-монтажного управления № 4, начальником шахтостроительного участка, участковым механиком, сменным инженером и механиком участка.
В 1986—1988 годах работал в Ленинградском райкоме партии города Москвы.
Жил в Москве. Умер 22 сентября 2001 года. Похоронен на Черкизовском Северном кладбище в Москве.
Кроме звания Героя, награждён орденами Ленина (22.07.1944), Красного Знамени (9.11.1942), Отечественной войны 1-й (11.03.1985) и 2-й (24.05.1944) степеней, «Знак Почёта» (16.06.1967), медалью «За отвагу» (19.06.1943), медалью «За боевые заслуги» (4.10.1943), медалью «За оборону Севастополя», медалью «За оборону Кавказа», другими медалями.